# Kanaku
Kanaku è un villaggio del Botswana situato nel distretto Meridionale, sottodistretto di Ngwaketse West. Il villaggio, secondo il censimento del 2011, conta 188 abitanti.

## Località
Nel territorio del villaggio sono presenti le seguenti 2 località:
- Dilaole,
- Kanaku Lands di 29 abitanti